# Alwa Mineralbrunnen

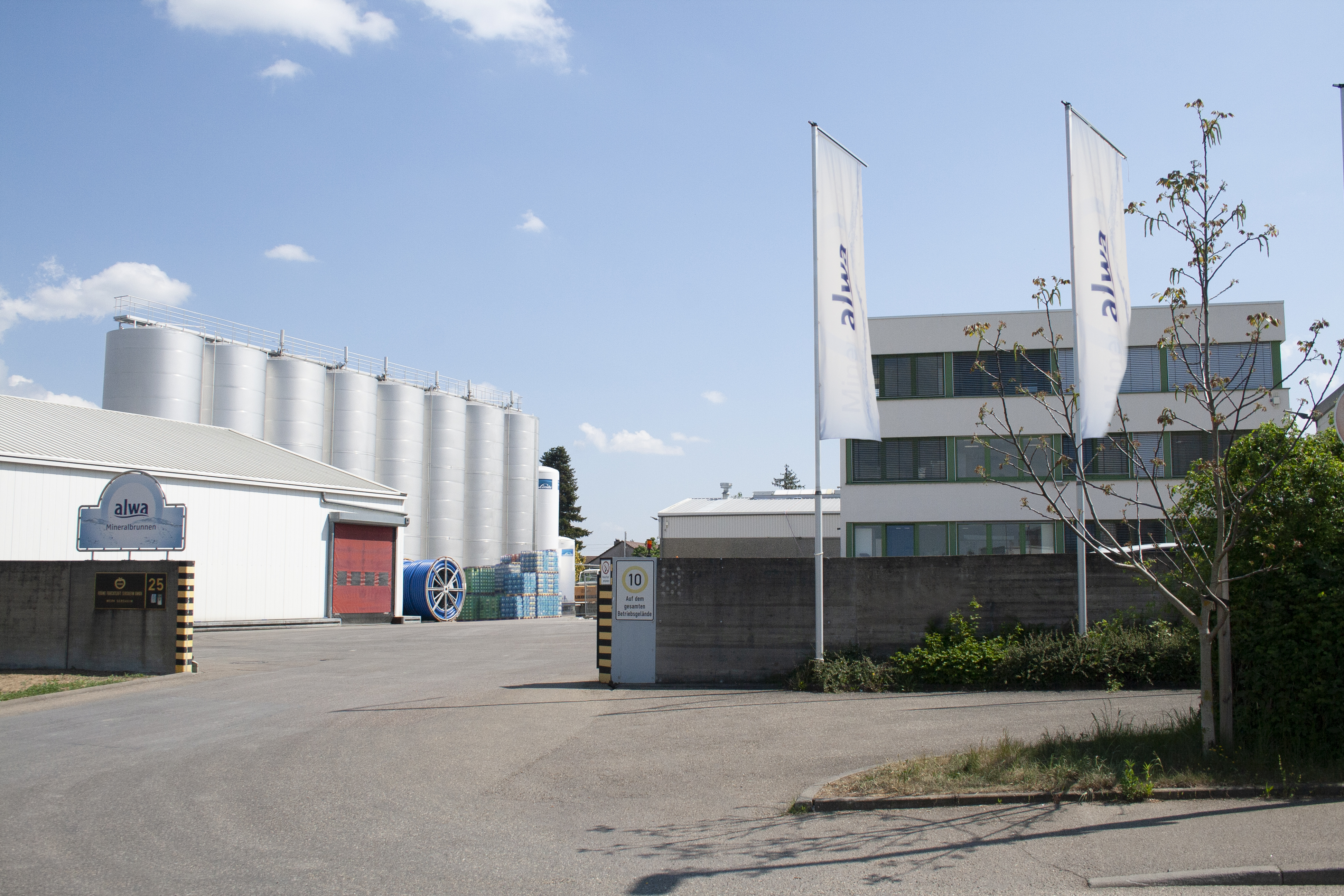
alwa Mineralbrunnen GmbH, Sersheim

Die alwa Mineralbrunnen GmbH ist ein familiengeführtes Unternehmen mit Sitz in Sersheim im Landkreis Ludwigsburg in Baden-Württemberg. Sie produziert und vertreibt Mineralwasser sowie weitere alkoholfreie Getränke. Seit ihrer Gründung im Jahr 1972 ist sie in Familienbesitz und Teil der Unternehmensgruppe Winkels.

## Geschichte
Im Jahr 1972 gründete Gerhard Rummler, langjähriger Firmeninhaber der Unternehmensgruppe Winkels, die alwa Mineralbrunnen GmbH. Der Name alwa leitet sich vom Begriff Mineralwasser ab.
1973 wurde die erste Flasche alwa Mineralwasser aus den Quellen des Naturparks Stromberg-Heuchelberg gefüllt.
Seit 2001 füllt die alwa Mineralbrunnen GmbH ihre Produkte neben Glasflaschen auch in PET-Mehrwegflaschen. Im ersten Jahr gingen pro Tag 100.000 PET-Mehrwegflaschen über die Anlage, heute werden im Schnitt täglich 600.000 Flaschen gefüllt.
Im Dezember 2007 wurde eine neue PET-Einweg Anlage in Betrieb genommen. Bei Drei-Schicht-Betrieb hat sie eine Kapazität von 150 Millionen Flaschen im Jahr sowie 28.000 Flaschen pro Stunde.
Um den Abfüllbetrieb mit dem Produktionslager der alwa Mineralbrunnen GmbH zu verbinden, wurde im Juli 2010 eine Brücke mit Hängebahn fertiggestellt. Innerhalb einer Stunde können so bis zu 142 Europaletten vom Lager zur Produktion und zurücktransportiert werden.
Im Dezember 2020 nimmt die alwa Mineralbrunnen GmbH eine neue Glasanlage in Betrieb.

## alwa-Stiftung

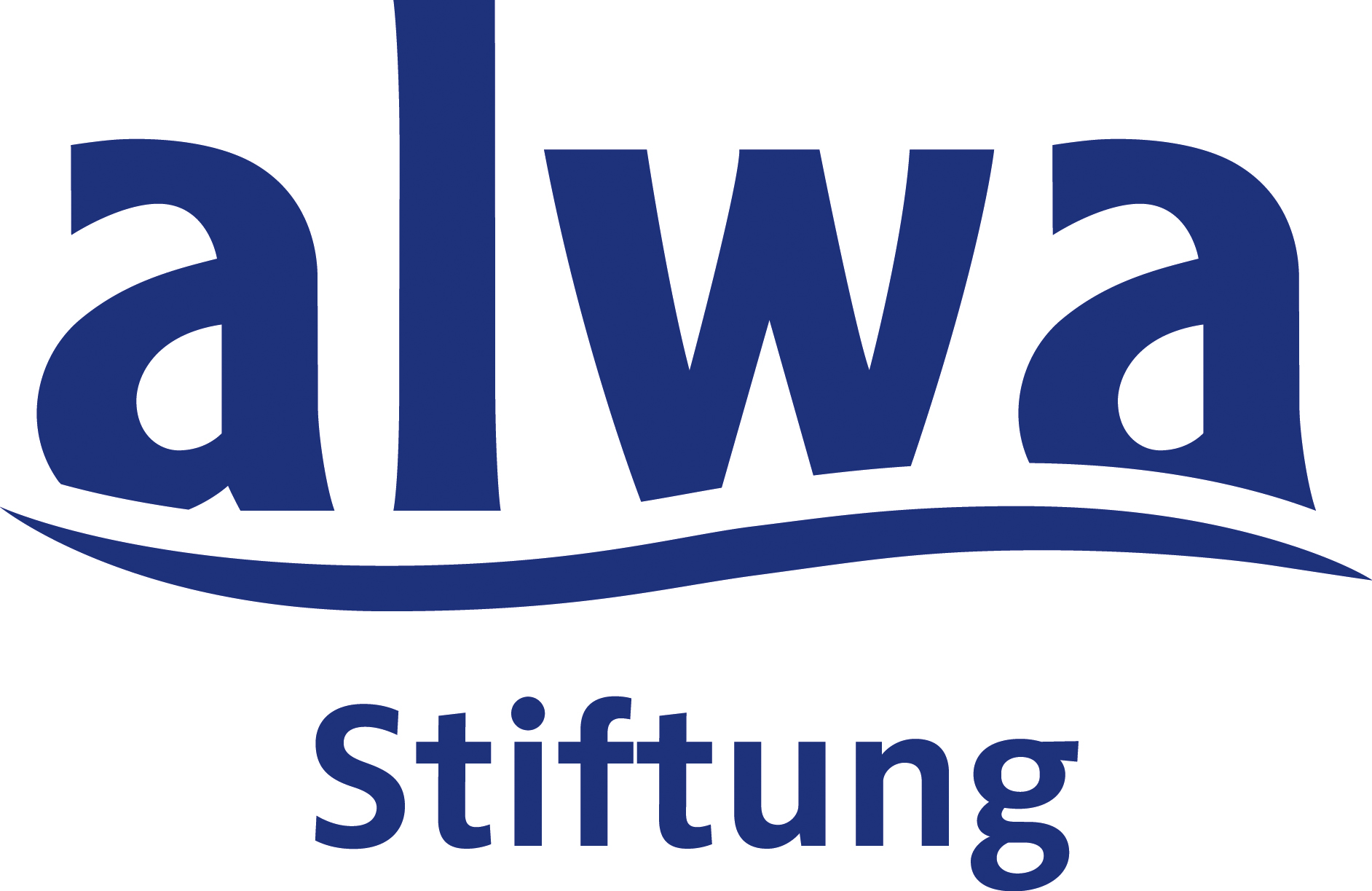

Rund ein Viertel des ausgeschütteten Unternehmensgewinns fließt in die alwa-Stiftung zur Förderung von Projekten aus den Bereichen Sport, Kunst und Kultur. Die alwa-Stiftung wurde 2007 von Gertrud Rummler gegründet. Die Tochter des Firmengründers Erwin Winkels war bis zu ihrem Tod im Jahre 2013 Gesellschafterin und Beirätin der Unternehmensgruppe Winkels, zu welcher auch die alwa Mineralbrunnen GmbH gehört. Mit der Vererbung ihrer Unternehmensanteile an die alwa-Stiftung stellte Gertrud Rummler sicher, dass soziales Engagement nachhaltig in der Firmenphilosophie verankert bleibt. Jährlich vergibt die alwa-Stiftung hohe Summen an Fördergeldern im Rahmen der alwa Glückszeit-Förderung.

## Produktportfolio
Die alwa Mineralbrunnen GmbH vertreibt hauptsächlich Mineralwasser in den Ausführungen classic, medium und naturelle. Zudem führt sie verschiedene Erfrischungsgetränke auf Mineralwasserbasis sowie Limonaden, Schorlen, Vitamingetränke und Früchtetee.
Die Gastronomie-Marke alwa live führt ebenfalls Mineralwasser in den Ausführungen classic, medium und naturelle sowie Apfelschorle.

## Analysenauszug alwa Mineralwasser
Das alwa Mineralwasser stammt aus der alwa-Quelle im Naturpark Stromberg-Heuchelberg. Auszug aus der amtlich anerkannten Analyse des Instituts Fresenius für alwa medium:
| Mineralstoff     | Menge in mg/l |
| ---------------- | ------------- |
| Calcium          | 520           |
| Chlorid          | 29            |
| Hydrogencarbonat | 415           |
| Kalium           | 5,4           |
| Magnesium        | 65            |
| Natrium          | 17            |
| Sulfat           | 1.170         |